# Frank Arnesen
Frank Arnesen, född 30 september 1956 i Köpenhamn, är en dansk före detta fotbollsspelare (mittfältare) och manager, känd som en av dansk fotbolls största profiler under landslagets framgångsrika 1980-tal. Arnesen vann bland annat sex ligatitlar i holländska ligan med två olika klubbar under 1970- och 80-talet och Europacupen säsongen 1988 med PSV Eindhoven. För det danska landslaget spelade han 52 matcher och representerade landet i EM 1984 och VM 1986.
Efter den aktiva karriären har Frank Arnesen arbetat som sportchef/manager i PSV Eindhoven, Tottenham Hotspur, Chelsea FC och Hamburger SV.
Arnesen är invald i Dansk fotbolls Hall of Fame.

## Spelarkarriär
Arnesen flyttade från sin barndomsklubb Fremad Amager i de lägre divisionerna av dansk fotboll till nederländska Ajax i november/december 1975. Vid tiden var han bara 19 år och fick sällskap i flytten av framtida landslagskamraten och klubbkompisen Søren Lerby, då bara 17 år gammal.
Arnesen debuterade för Ajax i mars 1976, i en 1–1-match mot FC Utrecht. Han gjorde snart också sin första match för det danska landslaget; detta i en 1–0-förlust mot Sverige i Malmö 1977. Under danskens ex år i Ajax vann han tre ligatitlar (1977, 1979 och 1980) och den holländska cupen 1979 då laget besegrade FC Twente med 3–0 i finalen. År 1980 nådde Arnesen och Ajax semifinal i Europacupen innan de eliminerades av Nottingham Forest som sedan vann turneringen för andra året i rad.
Sommaren 1981 köptes Arnesen av spanska Valencia CF där de riktigt stora framgångarna uteblev. Två år senare flyttade han Belgien för att spela för RSC Anderlecht där det blev en ligatitel säsongen 1984/85. I november 1985 återvände dansken till Nederländerna för att spela för gamla klubben Ajax stora rivaler – PSV Eindhoven. Här hade  han tre extremt framgångsrika år med serieseger tre år i rad, 1986, 1987 och 1988, tillsammans med tre landsmän i form av Jan Heintze, Søren Lerby och Ivan Nielsen. 
Arnesen avslutade sin landslagskarriär 1987, efter att det danska laget kvalificerat sig för EM 1988. År 1988 blev annars en gyllene avslutning också på Arnesens klubblagskarriär. Med PSV vann han den holländska cupen, ligan och dessutom Europacupen efter att man besegrat SL Benfica i finalen efter straffar. Arnesen spelade dock inte i finalmatchen pga ett benbrott.

## Meriter

### I klubblag
AFC Ajax
- Eredivisie (3): 1976/77, 1978/79, 1979/80
- KNVB Cup (1): 1978/79

 RSC Anderlecht
- Erste klasse A (Belgiska ligan) (1): 1984/85

 PSV Eindhoven
- Eredivisie (3): 1985/86, 1986/87, 1987/88
- KNVB Cup (1): 1987/88
- Europacupen (1): 1987/88

### I landslag
Danmark
- Spel i EM 1984 (semifinal), VM 1986 (åttondelsfinal)
- 52 landskamper, 14 mål

### Individuellt
- UEFA Turneringens lag EM: 1984
- Invald i Dansk fotbolls Hall of Fame